# Saint Jean Damascène (cantate)
Pour l’article homonyme, voir Jean Damascène.
Saint Jean Damascène, op.1, est une œuvre pour chœur mixte à quatre voix et grand orchestre de Sergueï Taneiev, composée en 1883-1884 et dédiée à Nikolai Rubinstein.

## Description
Il s'agit de la première composition de Taneiev, après ses très nombreux essais d'étudiant, en tout cas de la première dont il se sentit véritablement satisfait. Il l'appela lui-même cantate n° 1 (la "n° 2", Après la lecture d'un psaume, ne fut composée que trente années plus tard). Le sujet est tiré d'un poème d'Alexis Tolstoï (1859) paraphrasant la prière des morts de Jean Damascène. Taneiev essaya de combiner la pratique du contrepoint issue de Bach, la musique romantique et l'austérité de la tradition populaire et liturgique russe. Le premier mouvement, lent et solennel, s'ouvrant par un long et sombre prélude orchestral, atteint une beauté tragique ; la cantate fut d'ailleurs surnommée "Un Requiem Russe".
L'œuvre fut créée le 11 mars 1884 à Moscou par le chœur et l'orchestre de la Société Russe de Musique dirigés par le compositeur, et remporta un immense succès. Elle est encore aujourd'hui considérée comme une des plus belles cantates russes.
- I. Adagio ma non troppo
- II. Andante sostenuto
- III. Fuga